# 高畠華宵大正ロマン館
高畠華宵大正ロマン館（たかばたけかしょうたいしょうロマンかん）は、愛媛県東温市にある美術館である。
画家「高畠華宵」の雑誌の表紙・挿絵・日本画など多岐にわたる貴重なコレクション4300点を収蔵している。

## 概要
元々は華宵の実兄である高畠亀太郎の孫嫁にあたる「高畠澄江」が、宇和島市にある華宵の実家の土蔵の整理にて未発表の肉筆作品や手紙・写真等の遺品を発見し、華宵の魅力を広く世に伝えたい願いから思い立ったものである。1990年に温泉郡重信町（当時）に、ファームが開設したテーマパーク「足立の庄」の付随施設として建築され、同時オープンした。
2001年に足立の庄が閉鎖され、跡地が愛媛わんわん村となり、その愛媛わんわん村も2006年8月31日で閉鎖となったが、美術館自体は現在も独立運営で営業している。
大正ロマン館の入場者数は、オープン当初年間7万人であったが、2006年までに年間7000人に減った。建物は高畠家の自己所有であったが、土地は民間企業からの賃借であった。また付随するテーマパークが廃止され、立地も郊外であるために集客力を不安視されている。2004年に「大正イマジュリィ学会」を設立、一般からも会員を募っている。2015年頃には開館日が土日月となったが、2021年には土日のみの開館となった。2021年8月より建物の補修工事のために一時閉館した。2021年10月2日より再オープンし、高畠華宵没後55年の記念特別展として山中現と渡邊加奈子の版画展を11月まで開催した。
2023年1月、開館以来館長を務めてきた高畠澄江が勇退し、澄江の実娘にあたる「高畠麻子」が2代目館長に就任した。

## 特記事項
- 美術館だけでなく高畠華宵に関するグッズの店や喫茶「カフェ・カショー」がある。
- 展示室の一部を「東温ギャラリー」として一般に貸し出している。
- 毎週土・日開館（臨時休館あり）。平日は予約開館。